# Сирге, Рудольф Йоханович
Рудольф Йоханович Сирге (эст. Rudolf Sirge, 17 [30] декабря 1904, Юрьев, Лифляндская губерния — 24 августа 1970, Таллин) — эстонский советский писатель. Заслуженный писатель Эстонской ССР (1957).

## Биография
Родился в семье рабочего лесопилки. Детство провёл в южной Эстонии.
Учился нерегулярно, после четырёх лет начальной школы был принят на учительский семинар в Тарту только в 1921 году, но, отучившись два с половиной года, остался без диплома. Несколько лет выполнял разовые работы в различных местах, а в 1926 году устроился на работу в издательстве в Тарту. В Тарту в 1928 году он получил диплом о среднем образовании в вечерней средней школе, а затем поступил на экономический факультет Тартуского университета.
Учился в Тартуском университете только один семестр. В 1929—1937 сотрудничал в таллинских газетах, сначала в редакции газеты «эст. Rahva Sõna» («Слово народа»), а затем в качестве главного редактора еженедельника «эст. Meie Hääl» («Наш голос»).
Публиковался с 1924 года. В 1927 вышли в свет две книги рассказов Сирге («Чужая власть» — «эст. Vŏŏras vŏim» и «На шоссе» — «эст. Maanteel»), отмеченных влиянием натурализма и экспрессионизма. Роман «Мира! Хлеба! Земли!» («эст. Rahu! Leiba! Maad!», 1929), о событиях Февральской и Октябрьской революций в России, отмечался критикой как ещё незрелый в художественном отношении, но свидетельствующий о сочувствии писателя большевикам. Описывал достижения СССР («Современная Россия» («эст. Tänapäeva Venemaa», совм. с А. Антсоном, 1930), обличал пороки буржуазного общества («Скромные желания» (1935)); предостерегал от опасности фашизма («Черное лето» («эст. Musi suvi», 1936)), показал трагизм честного человека в условиях общественной несправедливости («Стыд в сердце» («эст. Häbi südames», 1938)).
В 1932 году хотел совершить кругосветное путешествие, но добрался только до западноафриканского побережья. С 1937 по 1940 год был сотрудником прессы в Министерстве иностранных дел Эстонии. После советизации Эстонии в июне 1940 года был назначен директором Эстонского телеграфного агентства. После нападения Гитлера на Советский Союз оказался в оккупированной немцами Эстонии, летом 1941 года был арестован и отсидел в тюрьме восемь месяцев.
После окончания Великой Отечественной войны с 1946 года работал с перерывами в литературном журнале «Looming». В своих послевоенных произведениях описывал ужасы гитлеровской оккупации («Перед наступающим днем» — «эст. Algava päeva eel», 1947). Главной темой писателя стало социалистическое строительство («В едином трудовом ритме» — «эст. Ühise töö rütmis», 1951; «Зовущая тропа» — «эст. Kutsuv rada», 1954, «Земля и народ» («эст. Maa ja rahvas», 1956, переведён на русский язык в 1957 и 1965 гг.).
В 1961 году вышел в свет роман «Огоньки на пойме» («эст. Tulukesed luhal», 1961, рус. пер. 1964) является переработкой романа «Мира! Хлеба! Земли!».
Много путешествуя, писал путевые очерки, выступил как литературный критик и переводчик с русского, английского и финского языков. Писал для детей
Скончался в машине скорой помощи по пути из Паункюла в Таллин.
Похоронен на Лесном кладбище Таллина